# Josep Torres i Argullol
Josep Torres i Argullol (Sallent (Bages), 1850? - Montevideo (Uruguai), 1909) fou un arquitecte català, autor de diferents edificis i esglésies d'estil neogòtic o historicista, previ al modernisme.

## Biografia
Josep Torres i Argullol, fill de Manuel Torres i Torrents, va néixer a Sallent el 1848 i després de les beceroles a Sallent i Manresa, passà a Barcelona i més tard a Madrid, on el 1875 obtingué el títol d'arquitecte per la Real Academia de Bellas Artes de San Fernando. Havent tornat a Catalunya exercí d'arquitecte de Bombers el 1878, i fou al mateix temps arquitecte municipal de Sallent i de Manresa. Intervingué en l'Exposició Universal de Barcelona de 1888 com a cap de negociat d'obres.
Fou elegit president de l'Associació d'Arquitectes de Catalunya (1895) i vicepresident de l'Ateneu Barcelonès. Pels volts del 1890 emigrà a Amèrica i s'establí a l'Uruguai, a Montevideo, on exercí la professió fins a la seva mort.
És autor d'una estudi sobre la Seu de Manresa titulat Monografia de la iglesia de Ntra. Sra. de la Aurora —Seo de Manresa, on defensa que la podia haver construït el mateix arquitecte que Santa Maria del Mar.

## Obra
- Església parroquial de Sallent (1886)
- Església de Valldaura, a Manresa (dissenyada el 1885)
- Església de la Colònia Pons (1884), per a l'industrial Josep Pons i Enrich i probablement alguna de les torres residencials de la Colònia per a la família Pons.
- Edificis del carrer Roger de Llúria de Barcelona (números 55 i 57, actualment 35), entre 1892 i 1896, per a Francisco Peris Mencheta (fundador del diari El Noticiero Universal)